# Cèntric (metropolitana di Barcellona)
Cèntric è una stazione della Linea 9 Sud della metropolitana di Barcellona entrata in servizio il 12 febbraio 2016. Nel progetto iniziale la stazione era identificata col nome provvisorio Sant Cosme.
La stazione serve il centro del comune di El Prat de Llobregat e gli istituti scolastici "Bernat Metge", "Ramon Llull" e "Pompeu Fabra", la biblioteca "Antoni Martín", l'istituto "Baldiri Guilera", e il centro di assistenza primaria "17 de setembre". I marciapiedi di accesso hanno una lunghezza di 100 metri e sono raggiungibili con scale mobili e ascensori per persone a capacità motoria ridotta.
Secondo le previsioni iniziali, la stazione avrebbe dovuto entrare in servizio nel 2007 ma ritardi realizzativi e problemi economici ne hanno posticipato l'inaugurazione al 2016, con il resto della tratta sud della Linea 9.

## Accessi
- Plaça Catalunya
- Carrer Leida con Plaça Catalunya